# 忙怀彝族布朗族乡
忙怀彝族布朗族乡是中华人民共和国云南省临沧市云县下辖的一个民族乡。

## 行政区划
忙怀彝族布朗族乡下辖以下村级行政区划单位：
邦六村、拉弄村、慢卡村、高井槽村、丙茂村、麦地村、新街村、新路村、新平村、温速村和忙贵村。